# Ittibittium parcum
Ittibittium parcum is een slakkensoort uit de familie van de Cerithiidae. De wetenschappelijke naam van de soort is voor het eerst geldig gepubliceerd in 1861 door Augustus Addison Gould als Bittium parcum. In 1993 koos Richard S. Houbrick deze soort als typesoort van het nieuwe geslacht Ittibittium.
De schelpen van deze slakken zijn erg klein, niet groter dan 6 mm. De dieren zelf zijn actieve en snelle kruipers. Ze komen veel voor in ondiep water in de Hawaïaanse eilanden en Frans-Polynesië.